# Rossanese A.S.D.
Rossan là một câu lạc bộ bóng đá Ý, có trụ sở tại Rossano, Calabria.
Câu lạc bộ được thành lập vào năm 1909.
Rossan trong mùa giải 2010-11, từ Serie D bảng I đã xuống hạng, trong trận play-off, đến Eccellenza Calabria.
Màu sắc của đội là đỏ và xanh.